# Industrial and Commercial Bank of China
El Banc Industrial i Comercial de la Xina, Industrial and Commercial Bank of China (xinès simplificat: 中国工商银行; xinès tradicional: 中國工商銀行; pinyin: Zhōngguó Gōngshāng Yínháng, comunament 工行 Gōngháng; anglès: Industrial and Commercial Bank of Xina Ltd., ICBC) és el banc més gran de la Xina i el major banc del món per capitalització de mercat. És un dels "Quatre Grans" bancs comercials de propietat estatal (els altres tres són el Banc de la Xina, el Banc Agrícola de la Xina, i el Banc de Construcció de la Xina). És el banc més gran del món en termes de valor de mercat, el banc més gran del món per dipòsits, i el banc més rendible del món.
Va ser fundat com una societat anònima l'1 de gener de 1984. Té més de 18.000 punts de venda incloent 106 sucursals a l'estranger, 2,5 milions de clients corporatius i 150 milions de clients individuals. El juliol de 2007, amb una capitalització de mercat dels 254.000 milions de dòlars, es va convertir al banc més valuós després d'un augment de preu de les seves accions, superant a Citigroup.
Jiang Jianqing és l'actual President i Director Executiu, i Yang Kaisheng el Vicepresident.
Pel 2016, la Fiscalia Anticorrupció d'Espanya començà a investigar les màfies xineses que utilitzaven aquest banc. Trobà els casos Emperador.